# Kalff (Adelsgeschlecht)

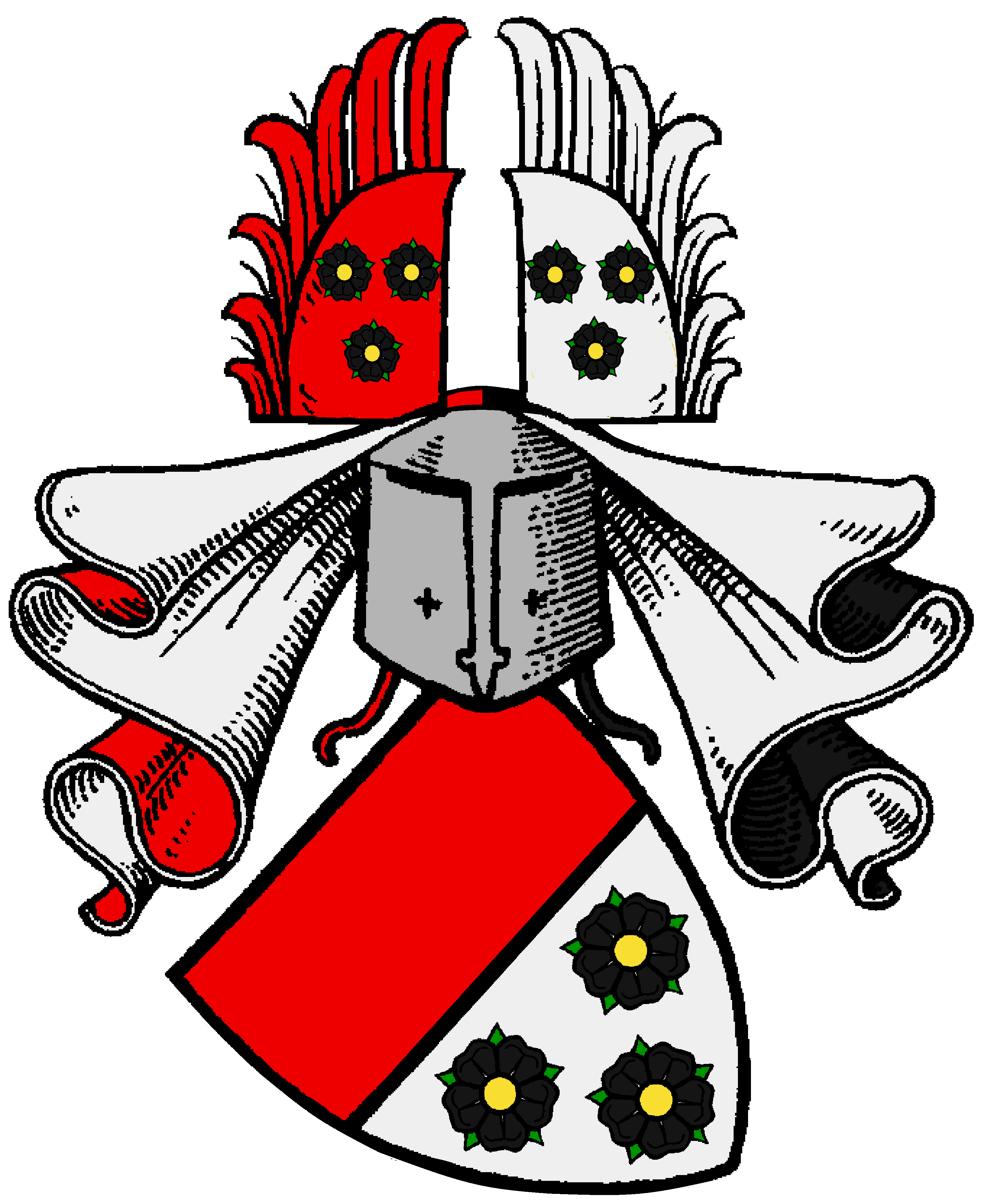
Wappen der Kalff

Kalff ist der Name eines erloschenen estländischen Adelsgeschlechts, das ursprünglich aus Sümmern in Westfalen stammt.
Die Familie ist nicht mit anderen gleichnamigen Geschlechtern Kalff zu verwechseln, wie sie mehrfach im Reich vorkamen, insbesondere nicht mit den rigischen Kalff, welche ebenfalls stammes- und wappenverschieden waren.

## Geschichte

### Herkunft
Der Ursprung des Geschlechts der estländischen Kalff ist in der westfälischen Herrschaft Sümmern zu suchen, wo eine nach der Herrschaft benannte Familie mit Johann von Sümmern gt. Stockebrant, urkundlich 1394–1414, ihren mutmaßlichen Ausgang im Mannesstamm fand. Seine Tochter, Sophia (Fya) von Sümmern, trug die Herrschaft ihrem Gatten Adolf von der Recke († 1430/1431) zu.
Der adlige Hof Hembrock war Stammsitz der Familie Calf von Hembroke, die in den Jahren 1257–1410 urkundlich genannt wurden. Hembrock war stets eng mit Herrschaft Sümmern verbandelt und spätestens 1528 wieder mit dieser vereint.
Beide Familien lebten also in unmittelbarer Nähe, führte ein untereinander und mit den estländischen Kalff verwandtes Wappen, vergaben häufiger die Vornamen Arnold und Gottfried und stellten Teile des Namens der später estländischen Kalff. Denn diese traten im Baltikum anfangs auch unter dem Namen Summern gt. Kalff auf. Ebenfalls trat der Leitname der estländischen Kalff, Dietrich, bereits im 14. und 15. Jahrhundert mehrmals bei den von Sümmern auf.

### Ausbreitung und Angehörige
Im Jahre 1394 urkundete obiger Johann von Summeren gt. Stockbrant als Vormund der Kinder seines Vetters, seiner Neffen Johann und Helwig von Summern. Dieser Neffe Johann sollte mit jenem, der 1404 für Hinrich Schlippenbach als Bürge auftrat, identisch sein, welcher 1409 noch einmal als Vogt von Narwa urkundlich wurde.
Johann von Summern hatte sich also, in der westfälischen Heimat mit wenigen Zukunftsaussichten versehen, wie viele seiner Landsleute in dieser Zeit nach Livland bzw. Estland begeben. Da sein mutmaßlicher Sohn Dietrich († vor 1483) im Jahre 1467 vom Bruder und Vater das Gut Saage in Harrien erbte, sollte Johann von Sümmern also ebenfalls bereits in dort besitzlich gewesen sein.
Vorher bereits verkaufte Mertin Kalff im Jahre 1433 die Hoflage und das Dorf Koik vom Gut Sellie im Kirchspiel Rappel an Godeke Dönhoff. Mit dessen mutmaßlichem Bruder, dem obigen Dietrich († vor 1483) beginnt die Stammreihe der Kalff. Er verkaufte 1447 das Dorf Sontacke an das Kloster Mariendal, war 1453 Beisitzer am Komturgericht in Reval und wurde 1470 als solcher erwähnt, und verkaufte 1463 auch das Land zu Soentacken, jedoch an Heinrich Junge.
Von seinen beiden mutmaßlichen Söhnen war Hans 1479 Mannrichter in Harrien und 1492 Gläubiger des Hans Slyppenbeke vor dem harrischen Manngericht in Reval. Ludwig verkaufte 1476 die ehemals Fahrensbach’schen Güter Waddemois, Korwentak, Heymel und das Dorf Kocker an Hermann Lode († vor 1516).
Der Folgegeneration gehörte Dietrich II. († vor 1551) an. Er war die herausragende Person seiner Familie überhaupt. Bereits im Jahre 1489 war er Herr auf Poll, 1528 Besitzer aller drei Anteile an Pöddes und noch 1546 auch Besitzer des Dorfes Urdias. Im Jahr 1529 trat er als Stiftsvogt im Bistum Ösel-Wiek auf und 1534 erhält er vom Ordensmeister Wolter von Plettenberg einen Lehnsbrief über sein Gut Pöddes und das Dorf Aszeryn. 1539 musste er dennoch mit Harmen Lode wegen Pöddes prozessieren. Er war ein einflussreicher und angesehener Mann seiner Zeit. Noch heute nennen die Esten Pöddes nach ihm Kalvi. Obwohl er zwei nachgelassene Söhne hatte fand das Geschlecht in derer Generation seinen tatsächlichen Ausgang.
Jürgen Kalff muss unbeerbt vor 1581 verstorben sein, sein älterer Bruder Dietrich III. (1581/1586) trug sein väterliches Erbe testamentarisch seinem Neffen Reinhold Engdes auf. Dessen ungeachtet wurde Pöddes noch zu Lebzeiten Dietrichs durch die Schweden dem Hermann Flemingh verlehnt.

### Filiation
- Dietrich I. Kalff († vor 1483), bis 1447 Herr auf Dorf Sontacke, bis 1463 auf Land Sontacke, 1467 Herr auf Saage; ⚭ Elisabeth Fahrensbach, Tochter des Dietrich Fahrensbach, Herr auf Heimar, und der Alheit
  - Else Kalff; ⚭ Bertram Tepel († nach 1498), Mannrichter
  - Hans Kalff († nach 1492), 1479 Mannrichter in Harrien
    - Lena Kalff († nach 1542); ⚭ I. Heinrich Hastfer († vor 1518), Herr auf Rocht, Korps und Kechtel; ⚭ II. Wolmar von Alen († vor 1542)

  - Ludwig Kalff, bis 1476 Herr auf Waddemois, Korwentak, Heymel und Dorf Kocker
    - Anna Kalff († nach 1551); ⚭ n. 1511 Johann Hastfer († vor 1537), Herr auf Arknal
    - Helena Kalff; ⚭ Jürgen Hastfer, 1516 und 1555 Herr auf Kandel
    - Dietrich II. Kalff († vor 1551), 1489 Herr auf Poll, 1528–1550 Herr auf Pöddes, 1529 Stiftsvogt auf Oesel, 1546 Herr auf Dorf Urdias; ⚭ Margaretha von Ungern, Tochter des Otto von Ungern, Herr auf Pürkel und der Anna Fircks
      - Dietrich III. Kalff († 1581/1586), 1551–1581 Herr auf Pöddes, Testament 20. März 1581[5]
      - Dorothea Kalff; ⚭ Reinhold Engdes († vor 1558), Herr auf Wissust
      - Maria Kalff; ⚭ Engelbrecht von Tiesenhausen († 1548), Herr auf Dewen
      - Jürgen Kalff († vor 1581)

## Wappen
Das Wappen der adligen estländischen Kalff zeigt einen geteilten Schild, oben Rot und ledig bzw. belegt mit zwei Pfählen, unten in Silber drei (2:1) schwarze Rosen. Auf dem (gekrönten) Helm mit rot-silbern-schwarzen Decken ein offener rot-silberner Flug, je belegt mit den drei Rosen.
Es besteht Wappenverwandtschaft mit den westfälischen von Brenken und den ebenfalls erloschenen von Sümmern und Calf von Hembroke.

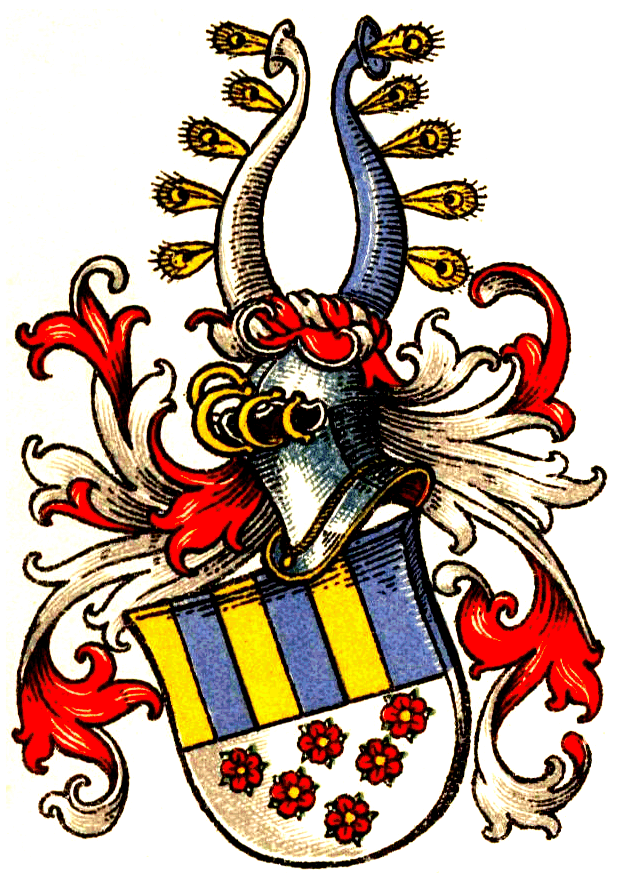
Wappen derer von Brenken
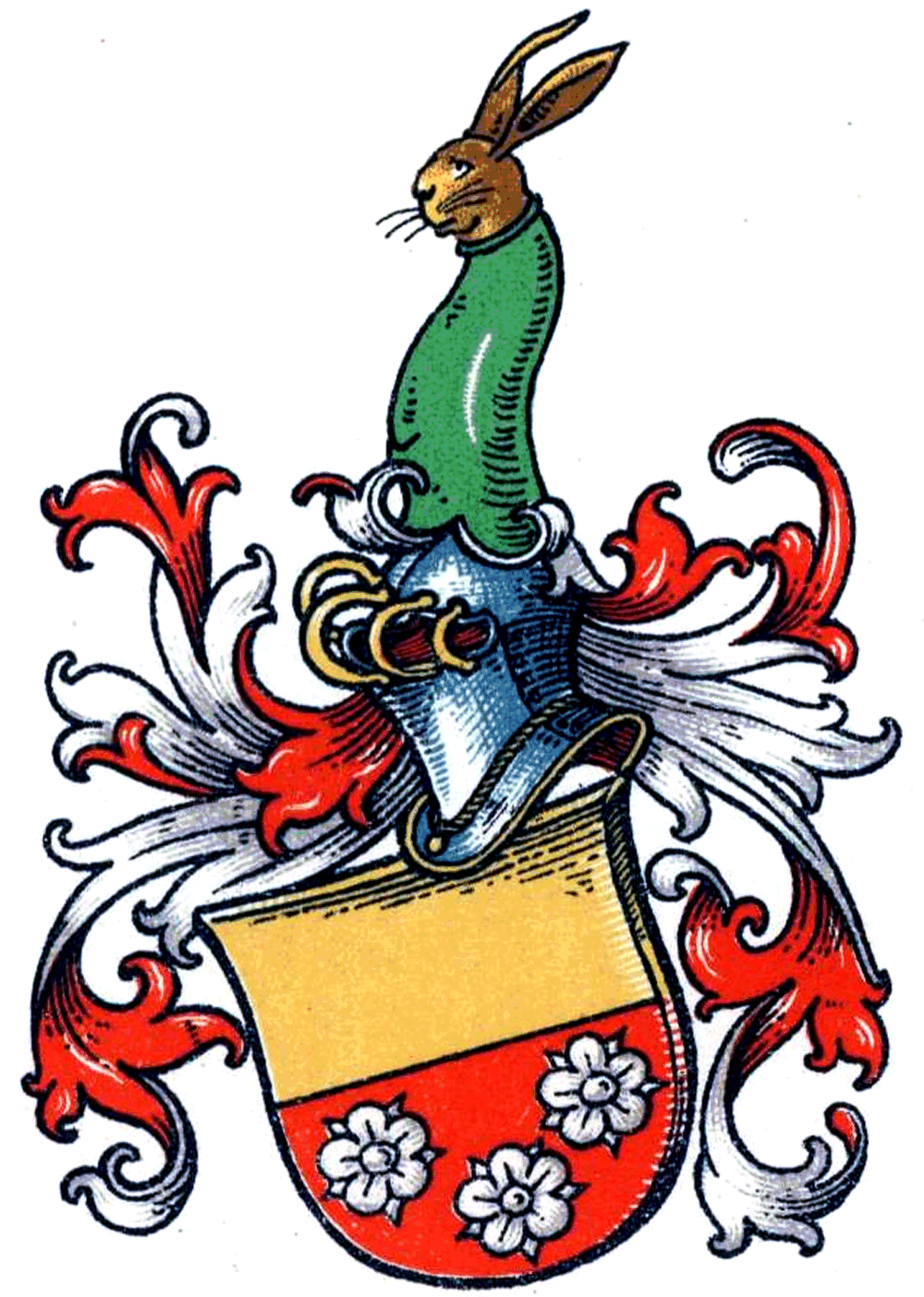
Wappen derer von Sümmern
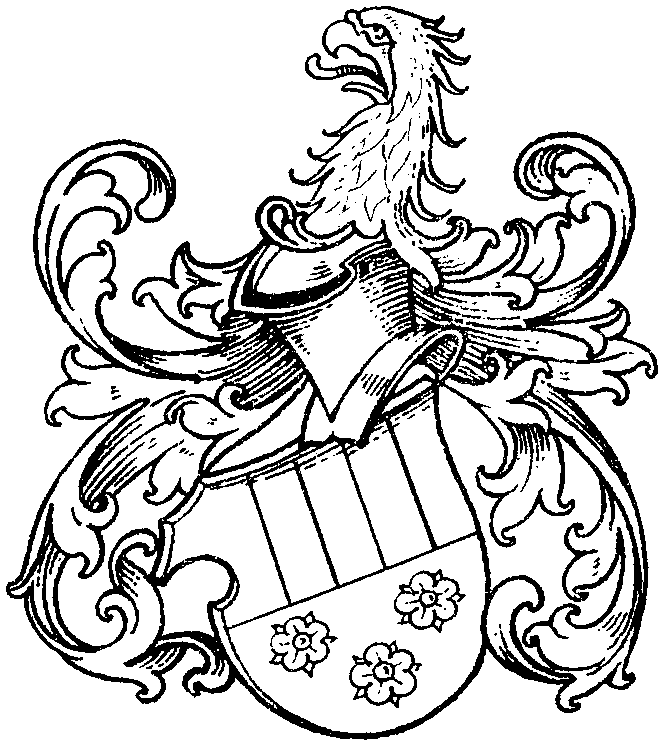
Wappen der Calf von Hembroke